# Antonin Borga
Antonin Borga (Vergeletto, 21 september 1987) is een Zwitsers ondernemer en autocoureur.

## Carrière
Borga begon zijn autosportcarrière in het formuleracing in 2008, toen hij debuteerde in het voorlaatste raceweekend van de Zwitserse Formule Renault 2.0 voor Sports Promotion op het Circuit de Nevers Magny-Cours. In 2009 reed hij twee weekenden in hetzelfde kampioenschap voor Bossy Racing, waarin een achtste plaats op het Circuit de Dijon-Prenois zijn beste resultaat was.
In 2012 keerde Borga na twee jaar afwezigheid terug in de autosport en nam hij voor Bossy deel aan de Single-seater V de V Challenge. Hij won twee races op het Circuit de Barcelona-Catalunya en het Circuit Bugatti en stond hiernaast nog zeven keer op het podium. Met 534,5 punten werd hij tweede in het kampioenschap. In 2013 reed hij binnen de V de V Challenge in twee drie races van de Single-seater-klasse en in vier races van de Endurance-klasse. In 2014 kwam hij uit in de Monoplace-klasse voor Bossy en eindigde met twee zeges als derde in het klassement.
In 2015 stapte Borga over naar het Franse toerwagenkampioenschap, waarin hij voor het team van Yvan Muller achter zijn teamgenoten Yann Ehrlacher en Antoine Jung derde werd. In 2016 behaalde hij tien zeges en werd hij achter Jung tweede in het eindklassement. Dat jaar maakte hij ook zijn debuut in de LMP3-klasse van de European Le Mans Series (ELMS) voor Duqueine Engineering vanaf de derde race op de Red Bull Ring. Een tiende plaats op het Circuit de Spa-Francorchamps was hier zijn beste race-uitslag.
In 2017 reed Borga een dubbel programma in de LMP3-klasse van zowel de ELMS als de V de V Endurance Series voor Duqueine. In de ELMS behaalde hij een podiumplaats op Spa-Francorchamps en werd hij met 37,5 punten achtste in het kampioenschap. In de V de V stond hij op Magny-Cours eenmaal op het podium en eindigde hij met 183 punten als zesde. In 2018 werd hij derde in de A6-klasse van de 24H GT Series. In de ELMS reed hij voor Cool Racing en was een zesde plaats op Spa-Francorchamps zijn beste resultaat, waardoor hij met 8,5 punten achttiende werd. Ook reed hij voor Cool in de LMP3-klasse van de Le Mans Cup, waarin hij met een vierde plaats op het Autodromo Nazionale Monza als beste resultaat en 17,5 punten eveneens als achttiende eindigde.

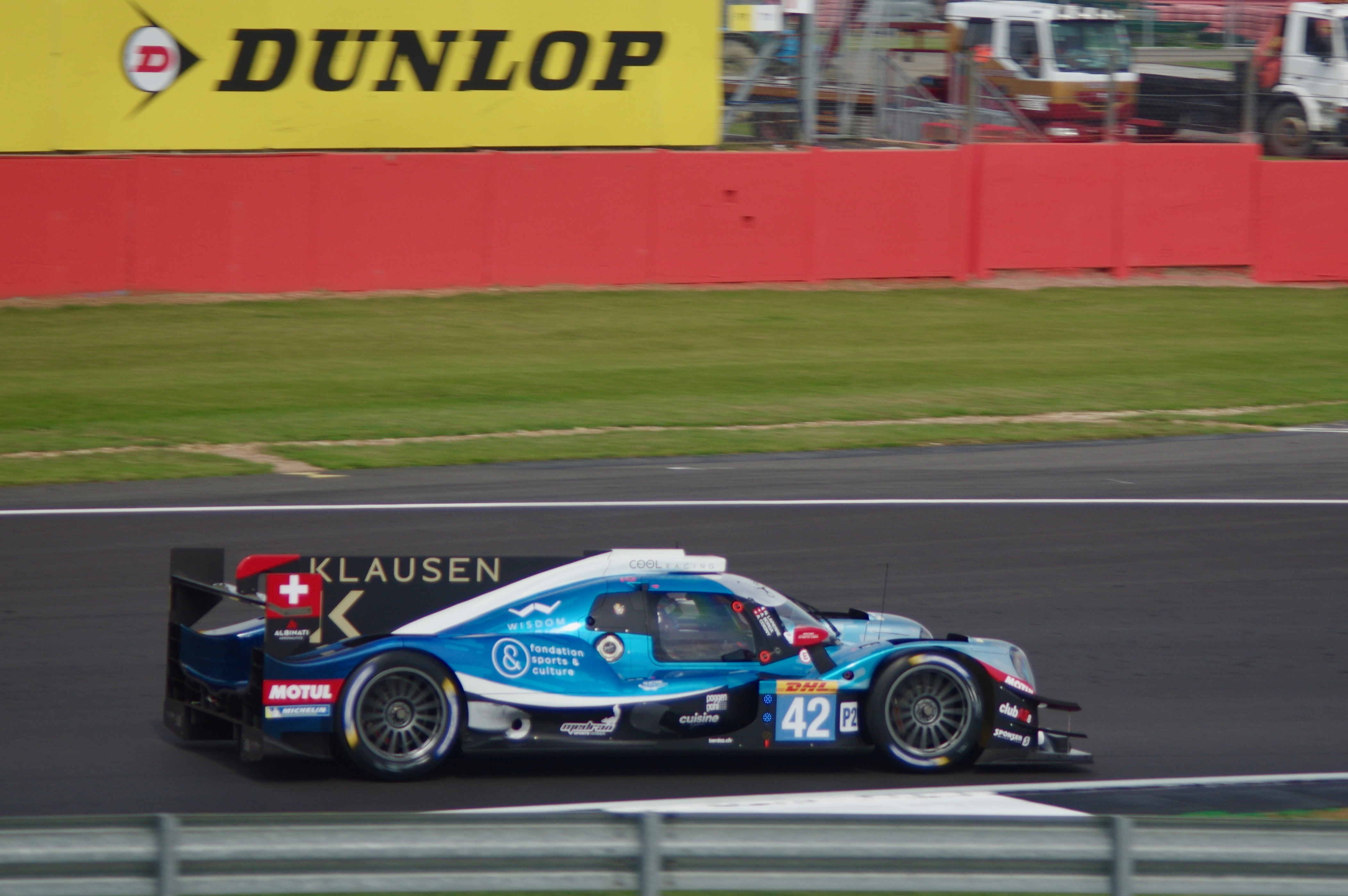
Antonin Borga tijdens de 4 uur van Silverstone in 2019.

In 2019 kwam Borga uit in de ELMS, waarin hij met Cool Racing overstapte naar de LMP2-klasse en hier de auto met Nicolas Lapierre en Alexandre Coigny deelde. Hij behaalde twee podiumplaatsen op Barcelona en Spa-Francorchamps, waardoor hij met 44,5 punten tiende in het eindklassement werd. In het seizoen 2019-2020 debuteerde hij tevens in het FIA World Endurance Championship bij hetzelfde team met dezelfde teamgenoten. Al in de seizoensopener, de 4 uur van Silverstone, behaalde hij zijn eerste zege in de LMP2-categorie. Ook eindigde hij in de 6 uur van Spa-Francorchamps op het podium. Met 47 punten werd hij twaalfde in de eindstand. In 2020 reed hij wederom in de ELMS, waarin twee vierde plaatsen op het Circuit Paul Ricard en Monza zijn beste race-uitslagen waren. Met 28,5 punten verbeterde hij zichzelf naar de achtste plaats in de eindstand. In 2021 nam hij deel aan de eerste vier races, waarin twee tiende plaatsen op de Red Bull Ring en in Barcelona zijn beste resultaten waren, voordat hij door Charles Milesi werd vervangen.
In 2022 stapte Borga over naar de Pro-Am Cup-klasse van de Lamborghini Super Trofeo Europe, waarin hij samen met motorcoureur Dani Pedrosa voor Rexal FFF Racing Team reed. Een vierde plaats op het Autodromo Internazionale Enzo e Dino Ferrari was zijn beste resultaat. Ook debuteerde hij in de 24 uur van Spa-Francorchamps, maar haalde hierin de finish niet. In 2023 reed hij voor AGS Events in de Bronze Cup-klasse van de GT World Challenge Europe Endurance Cup. Een zesde plaats op Paul Ricard was zijn beste resultaat en hij eindigde met 9 punten op plaats 21 in het klassement.